# آنتونوفو
آنتونوفو شهری در استان ترگوویشته کشور بلغارستان است که جمعیت آن در سال ۲۰۰۱ میلادی ۱٬۷۹۶ نفر بوده‌است.